# Igreja em rotunda

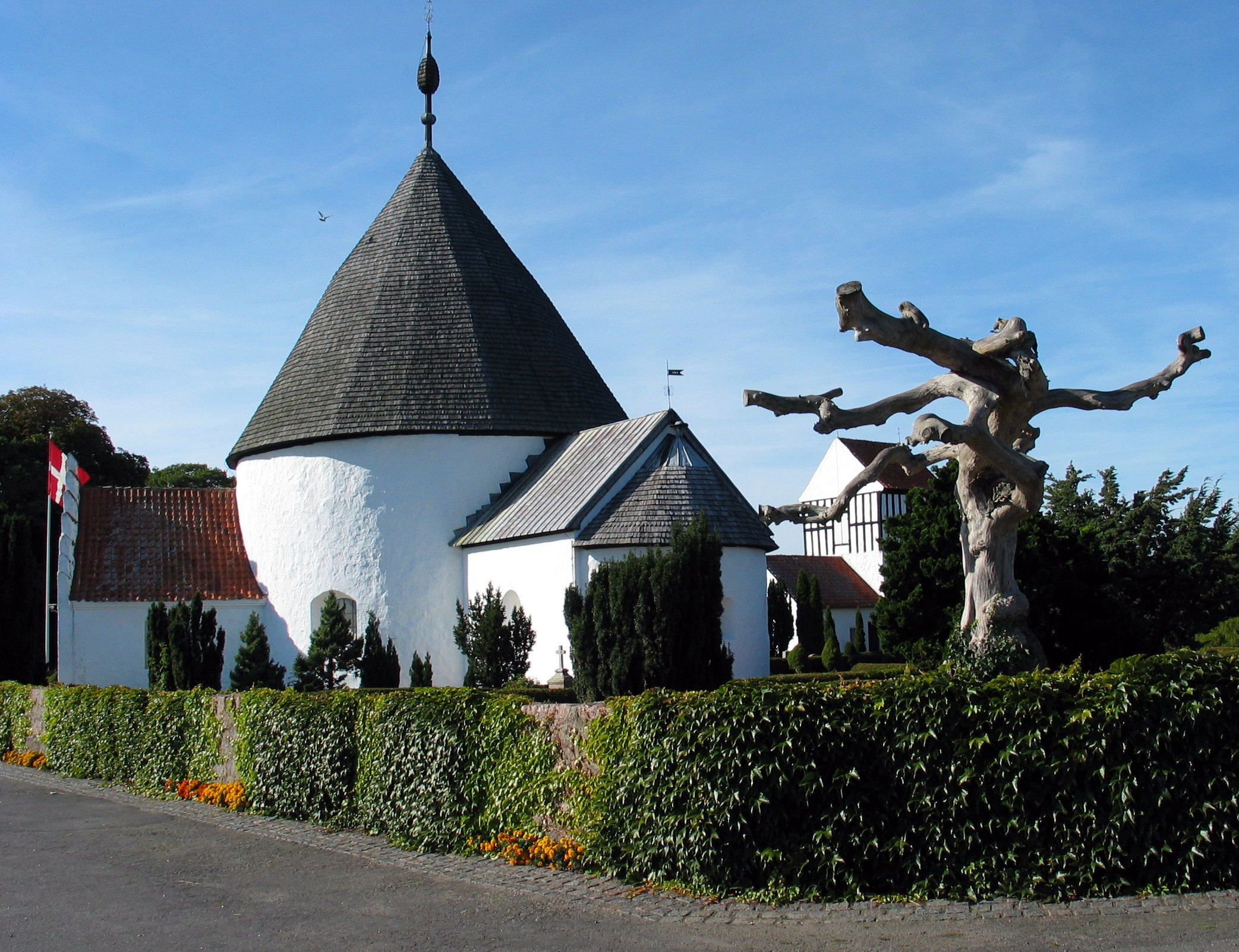
Igreja Ny Kirke em Bornholm na Dinamarca

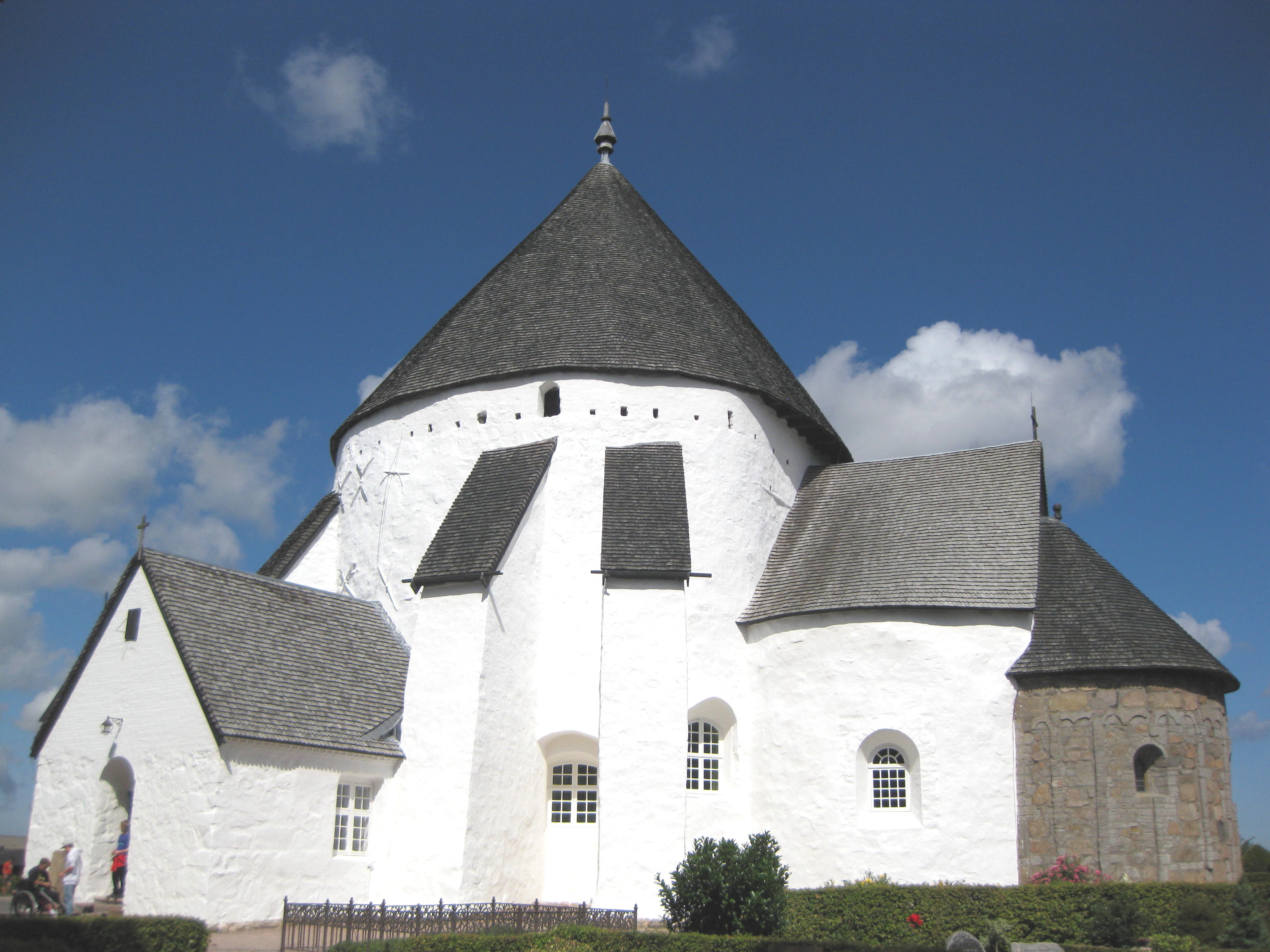
Igreja de Østerlars em Bornholm na Dinamarca

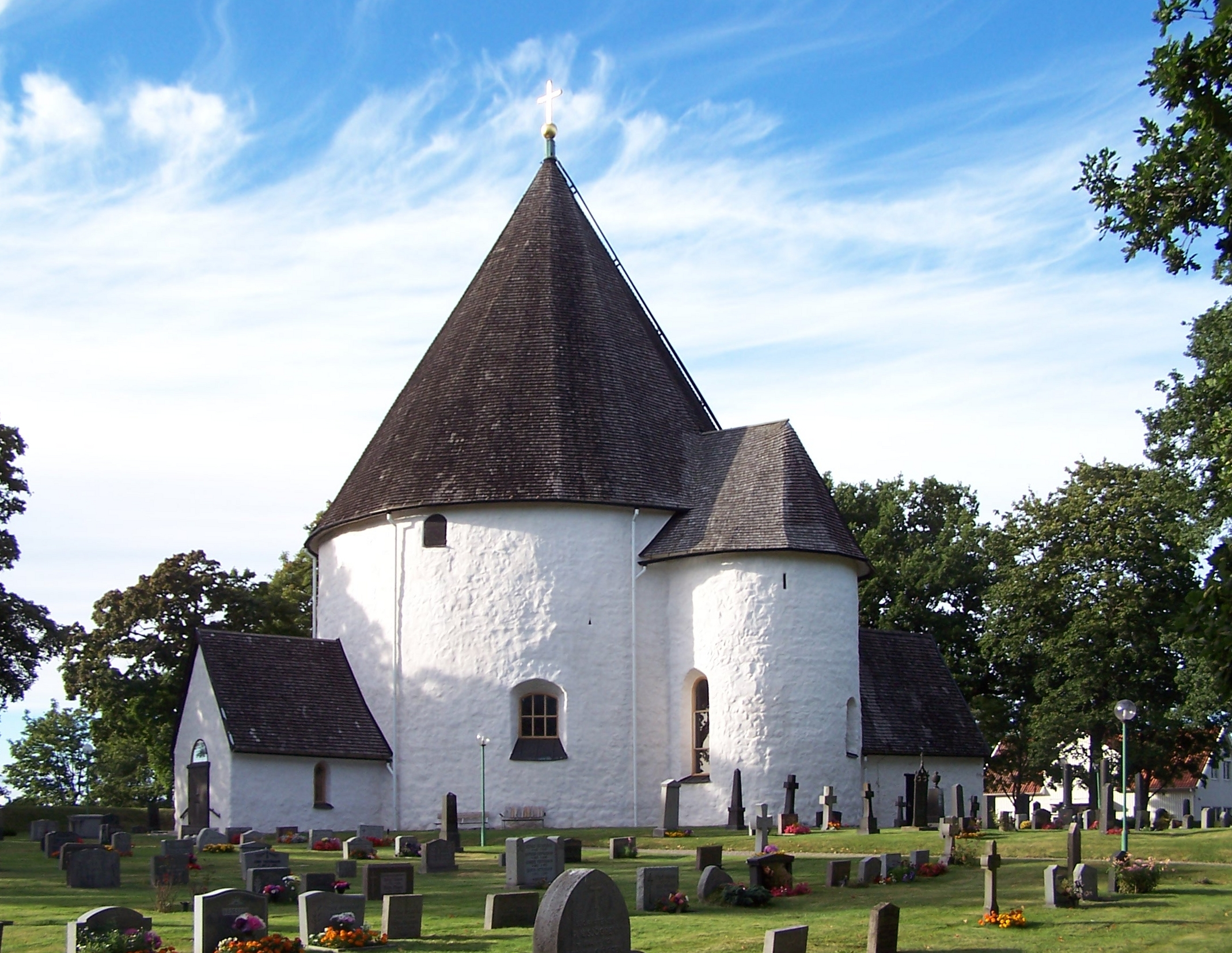
Igreja de Hagby na Suécia

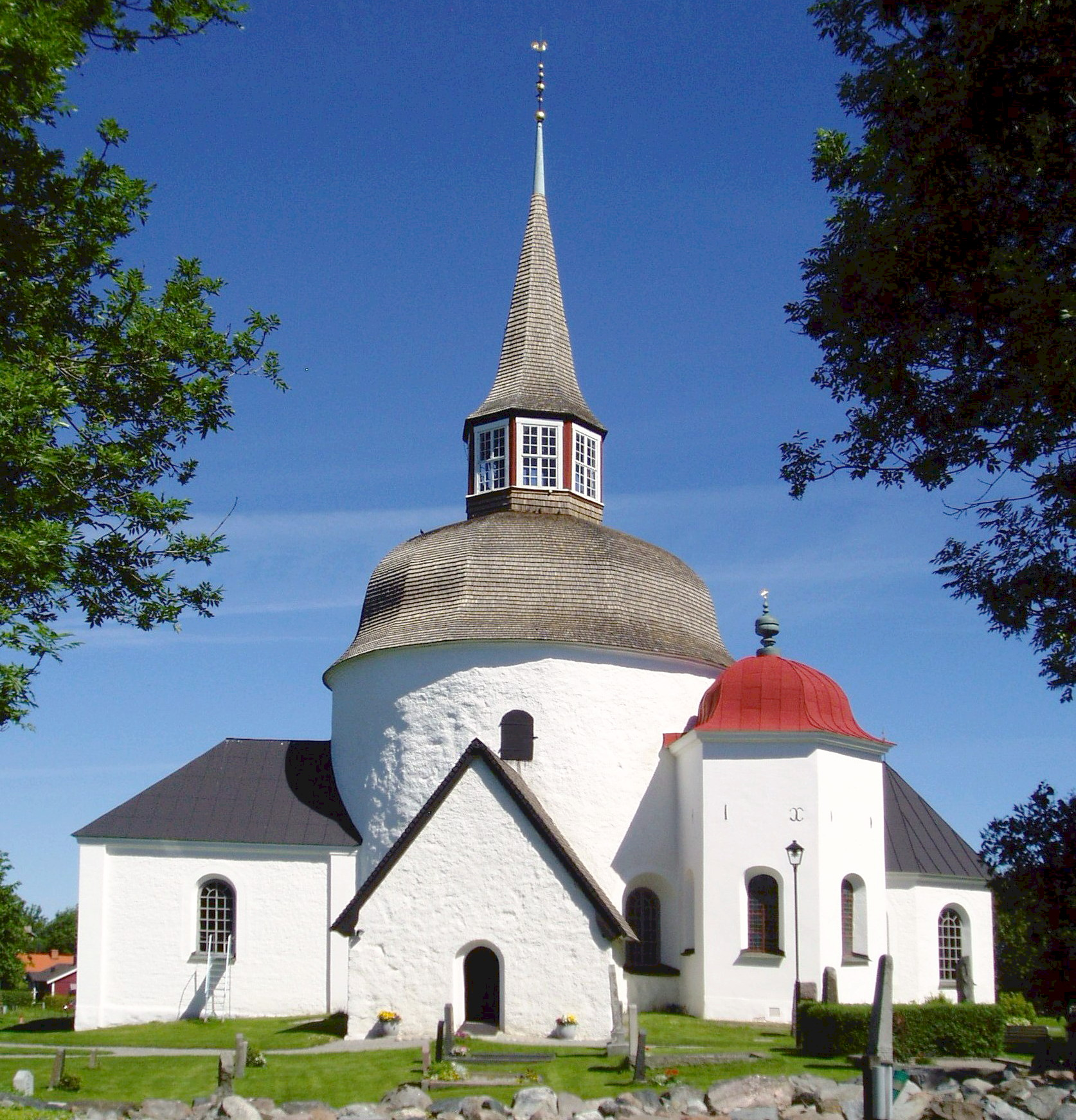
Igreja de Munsö na Suécia

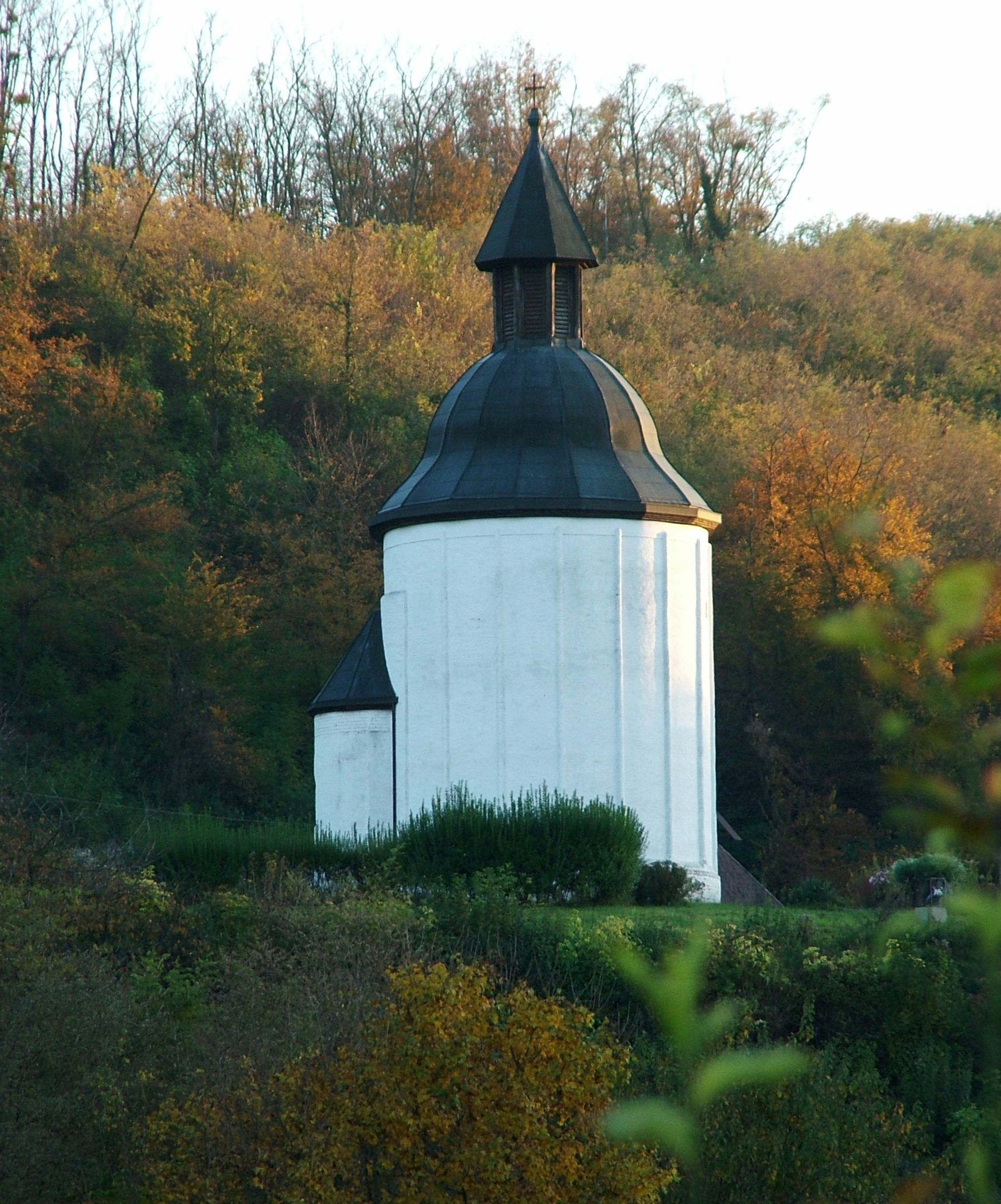
Igreja Kallósd na Hungria

Uma igreja em rotunda (ou igreja redonda) é um tipo especial de construção de templos católicos cuja planta é completamente circular. São típicas da Dinamarca (especialmente na ilha de Bornholm) e da Suécia, e bastante populares na Escandinávia entre o século XVII e começo do XVIII. Diferem, contudo, do uso de elementos em rotunda usados em outras igrejas (como em torres, por exemplo).

## Igrejas redondas medievais

### Suécia
- Igreja de Bromma, Uppland
- Igreja de Hagby, Småland
- Igreja de Munsö, Uppland
- Igreja de Skörstorps, Västergötland
- Igreja de Solna, Uppland
- Igreja de Valleberga, Escânia
- Igreja de Voxtorp, Småland
- Vårdsbergs kyrka, Västergötland

### Dinamarca
- Igreja Ny Kirke, Bornholm
- Igreja de Nylars, Bornholm
- Igreja de Sankt Ol, Bornholm
- Igreja de Østerlars, Bornholm
- Igreja de Thorsager, Jutlândia,
- Igreja de Horne, Fyn
- Igreja de Bjernede, Zelândia.

### Inglaterra
- Church of the Holy Sepulchre, Cambridge
- Temple Church, Londres
- Little Maplestead Church, Little Maplestead, Essex
- Church of the Holy Sepulchre, Northampton

### Hungria
- Igreja redonda de Kallósd, Kallósd
- Igreja católica de Kiszombor, Kiszombor
- Igreja de Sankt Jakob, Ják
- Igreja redonda de Öskü, Öskü